# Podnoszenie ciężarów na Letnich Igrzyskach Olimpijskich 2020 – waga do 49 kg kobiet
Rywalizacja w wadze do 49 kg kobiet w podnoszeniu ciężarów na Letnich Igrzyskach Olimpijskich 2020 została rozegrana w dniu 24 lipca 2021 roku w hali Tokyo International Forum.

## Terminarz
| Data          | Godzina |         |
| ------------- | ------- | ------- |
| 24 lipca 2021 | 09:50   | Grupa B |
| 24 lipca 2021 | 13:50   | Grupa A |

## Wyniki
| Pozycja | Grupa | Zawodniczka             | Reprezentacja               | Waga  | Rwanie | Rwanie | Rwanie | Podrzut | Podrzut | Podrzut | Wynik | Uwagi |
| Pozycja | Grupa | Zawodniczka             | Reprezentacja               | Waga  | 1      | 2      | 3      | 1       | 2       | 3       | Wynik | Uwagi |
| ------- | ----- | ----------------------- | --------------------------- | ----- | ------ | ------ | ------ | ------- | ------- | ------- | ----- | ----- |
| 1. !    | A     | Hou Zhihui              | Chiny                       | 49,00 | 88     | 92     | 94     | 109     | 114     | 116     | 210   | OR    |
| 2. !    | A     | Saikhom Mirabai Chanu   | Indie                       | 48,85 | 84     | 87     | 89     | 110     | 115     | 117     | 202   |       |
| 3. !    | A     | Windy Cantika Aisah     | Indonezja                   | 48,80 | 84     | 84     | 87     | 103     | 108     | '110    | 194   |       |
| 4.      | A     | Fang Wan-ling           | Chińskie Tajpej             | 48,65 | 75     | 78     | 80     | 98      | 101     | 103     | 194   |       |
| 5.      | A     | Nina Sterckx            | Belgia                      | 48,75 | 81     | 81     | 84     | 99      | 101     | 101     | 180   |       |
| 6.      | B     | Ludia Montero           | Kuba                        | 49,00 | 79     | 82     | 84     | 93      | 96      | 100     | 178   |       |
| 7.      | A     | Anais Michel            | Francja                     | 48,90 | 76     | 78     | 80     | 96      | 99      | 101     | 177   |       |
| 8.      | B     | Beatriz Pirón           | Dominikana                  | 49,00 | 78     | 81     | 83     | 90      | 93      | 95      | 176   |       |
| 9.      | B     | Natasha Rosa Figueiredo | Brazylia                    | 48,95 | 75     | 78     | 76     | 90      | 95      | 100     | 173   |       |
| 10.     | B     | Dika Toua               | Papua-Nowa Gwinea           | 48,95 | 69     | 72     | 76     | 95      | 95      | 100     | 167   |       |
| 11.     | B     | Roilya Ranaivosoa       | Mauritius                   | 48,95 | 73     | 76     | 76     | 91      | 95      | 96      | 164   |       |
| -       | A     | Jourdan Delacruz        | Stany Zjednoczone           | 48,90 | 83     | 86     | 89     | 108     | 108     | 108     | DNF   | DNF   |
| -       | A     | Hiromi Miyake           | Japonia                     | 48,90 | 74     | 76     | 76     | 99      | 99      | 99      | DNF   | DNF   |
| -       | B     | Kristina Sobol          | Rosyjski Komitet Olimpijski | 49,00 | 80     | 80     | 81     | -       | -       | -       | DNF   | DNF   |